# Bezoekersteller (internet)
Een bezoekersteller is een internettoepassing voor op een webpagina, die onder andere het aantal bezoekers op die webpagina telt.

## Inleiding
Bezoekerstellers zijn een veelgebruikt hulpmiddel voor webmasters om erachter te komen hoeveel bezoekers een website krijgt. Er zijn veel gratis tellers, maar ook betaalde tellers die doorgaans complexer zijn maar ook uitgebreidere statistieken geven. Het installeren van een teller gebeurt door het plaatsen van een klein stukje code in de webpagina, die ervoor zorgt dat er informatie over de bezoekers verzameld kan worden. 

## Statistieken
Naast het aantal bezoekers kan per bezoeker vaak ook achterhaald worden:
- Vanaf welke website de bezoeker kwam
- Met welke zoekmachine en zoekwoorden de bezoeker op de webpagina kwam
- Uit welk land de bezoeker kwam
- Welke webbrowser er gebruikt werd
- Welke schermresolutie de bezoeker had